# Air Harrods

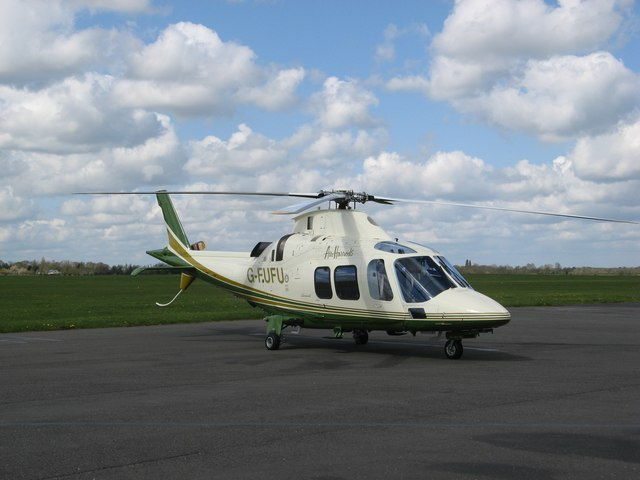
Helicóptero Agusta A109S en el aeropuerto de Oxford, Kidlington

Air Harrods es una aerolínea chárter subsidiaria del grupo Harrods, propiedad de Mohamed Al-Fayed. Con base en el aeropuerto londinense de Stansted, Air Harrods opera una flota de helicópteros pintados de color verde y oro; colores comúnmente asociados al nombre Harrods. La flota de helicópteros está compuesta por un Sikorsky S-76 y un Augusta 109 Power 'Elite'.